# Cryptantha patagonica
Cryptantha patagonica är en strävbladig växtart som beskrevs av I. M. Johnsion. Cryptantha patagonica ingår i släktet Cryptantha, och familjen strävbladiga växter. Inga underarter finns listade i Catalogue of Life.